# Escola Pública Anselm Clavé
L'Escola Anselm Clavé és un centre educatiu situat al número 1 del carrer Escoles de Ripollet (Barcelona).

## Edifici

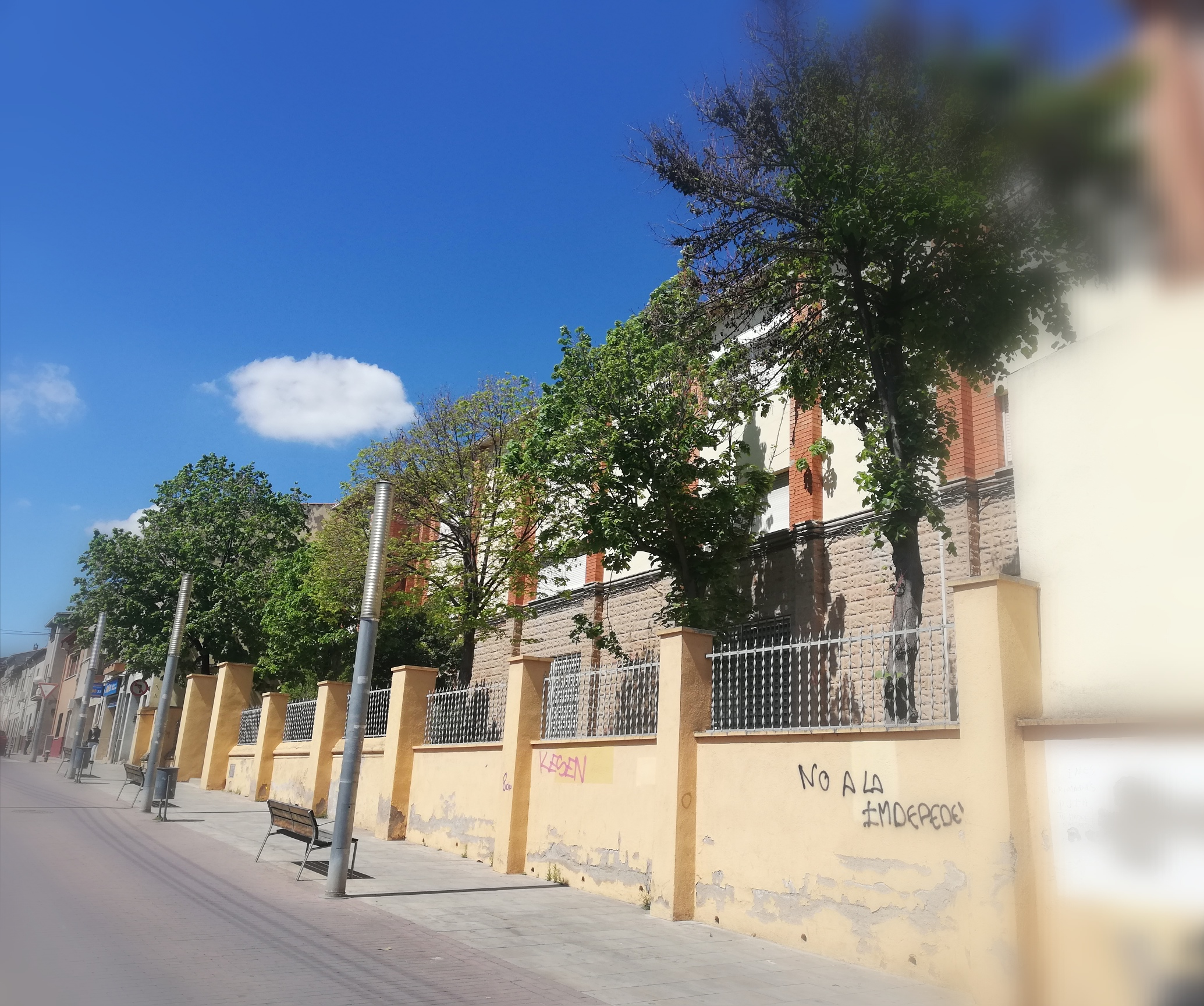
Façana lateral l'entrada pel carrer del Sol

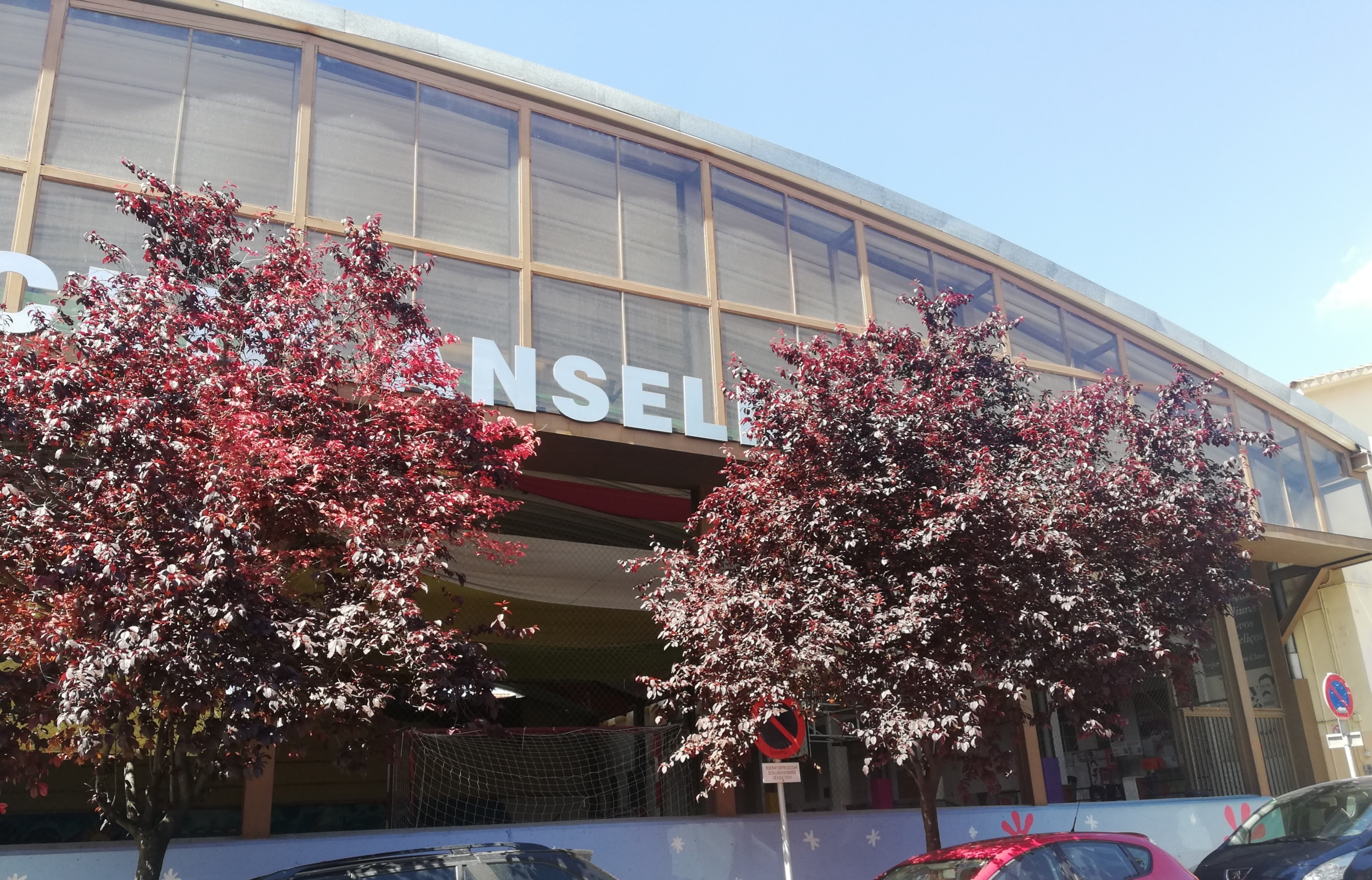
Entrada principal pel carrer Escoles

L'edifici ha tingut quatre etapes constructives. El primer edifici, que dona al carrer del Sol, va ser projectat i construït entre 1912 i 1914 per encàrrec a l'arquitecte Eduard M.Balcells, deixeble de Domènech i Montaner i Puig i Cadafalch i autor, entre d'altres de can Masachs, edifici on s'ubica l'actual Ajuntament. En la segona etapa, Joan B.Serra de Martínez va construir l'edifici de nenes, a l'altra banda del pati. A la tercera, Josep M.Martín Ponchon va ampliar els dos edificis, amb l'aixecament de diverses plantes, però respectant la primera construcció. La darrera fase constructiva la va dur a terme Jordi Fortuny als anys 80 i 90 amb la construcció i posterior ampliació del parvulari.

## Història

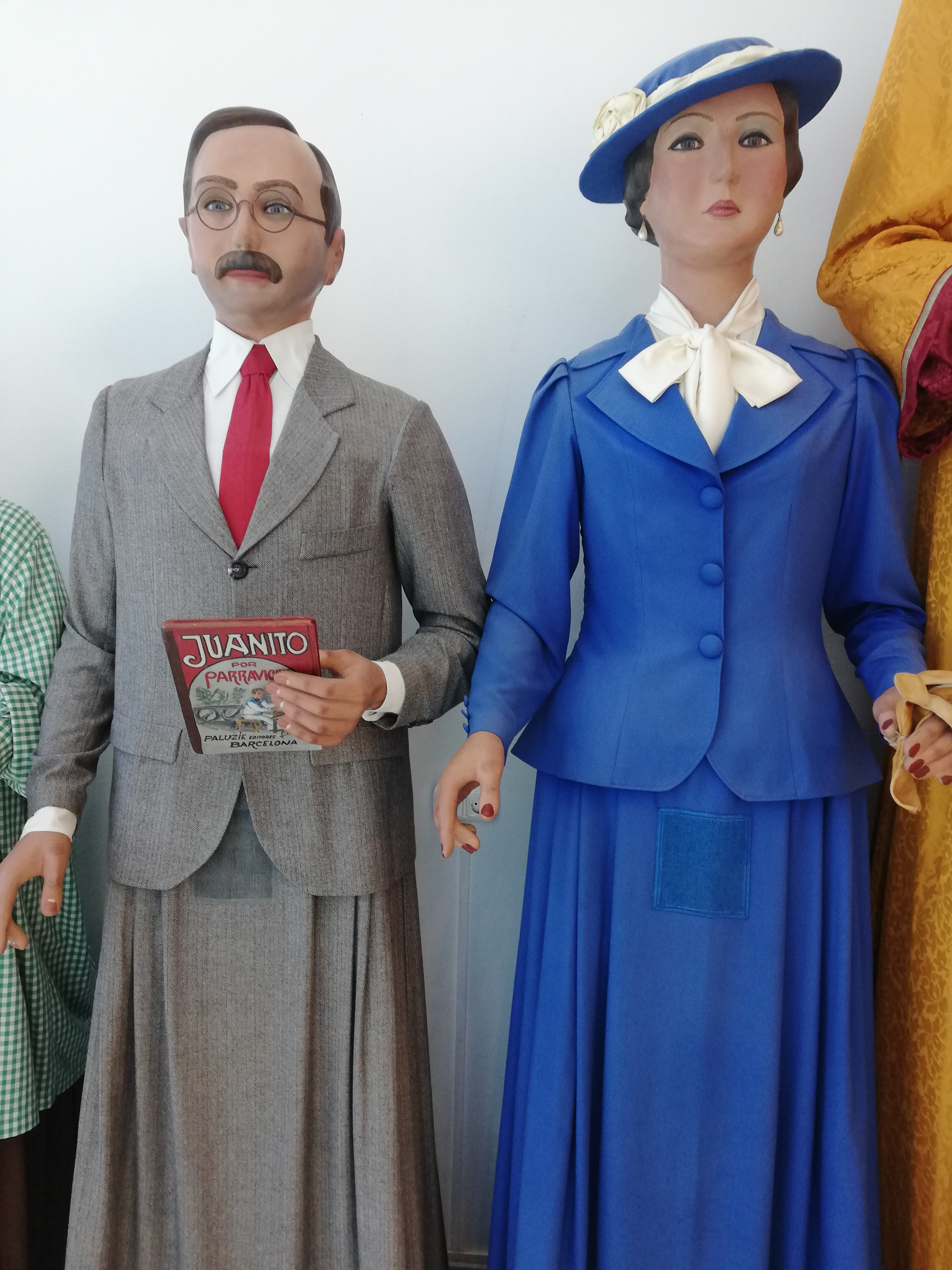
Gegantons de Ripollet, que representen els primers mestres de l'Escola Anselm Clavé, en Gonçal Bonilla i la Teresa Vila Arrufat.

Va ser la primera escola pública de Ripollet. Al 1914 es va fundar Els Nacionals, més endavant va rebre el nom de Cristo Rey i després el nom actual d'escola Anselm Clavé, en referència a Josep Anselm Clavé i Camps.
El 1907 Francisco de Paula Comenges va lluitar per aconseguir una escola digna i va aconseguir la construcció de l'edifici. Al principi només hi havia dos mestres: Gonçal Bonilla i Teresa Vila Arrufat, coneguts com “els mestres”. Bonilla creà un mètode d'aprenentatge de lectura i escriptura per a l'alumnat més petit. Aquests dos professors són les figures dels Gegants de Ripollet de la colla gegantera local per retre honor a la seva tasca.
Posteriorment el nombre de mestres de l'escola va incrementar-se. Així, durant el curs del 1928 al 1929 ens trobem amb Josep M.Brull i encarnació Braut. Val a dir que el triomf franquista va suposar la pèrdua del títol de magisteri Josep María Brull i que va ser apartat de l'escola pública. A partir dels anys 40, el matrimoni va crear l'escola privada Ave María.
A partir del 1934 i durant la II República va acollir el mètode de Célestin Freinet de la mà de Josep Pallerola i Sámara vicente, que proposava una escolaritat popular i de qualitat per a tothom. “La vida del nen, les seves necessitats, les seves possibilitats, són la base del nostre mètode d'educació popular”. En aquesta època destaca la creació de la revista Sempre Avant, editada i publicada pels alumnes de l'Escola La Nacional. Aquesta revista va ser el reflex dels esforços en l'àmbit de l'educació que es van portar a terme durant la república. A partir del 1936 també s'implantà el sistema escolar del CENU (Consell Escola Nova Unificada) fruit del moment revolucionari que es va viure.
A partir de la Guerra Civil i durant tota la postguerra, la inversió en educació es va reduir en més del 90% i Ripollet va patir repressió de la llengua catalana i dels membres del professorat. S'empresonà Josep Pallerola i Roca i Sámara Vicente, i es depurà de Joan Rolà Cabanach i Josep Maria Brull.